# 瓦讷河桥村
瓦讷河桥村（法語：Pont-sur-Vanne，法語發音：[pɔ̃ syʁ van]，意即为“瓦讷河上的桥”）是法国勃艮第-弗朗什-孔泰大区约讷省的一个市镇，属于桑斯区。

## 地理
瓦讷河桥村（48°11'3"N, 3°26'34"E）面积10.47 平方千米，位于法国勃艮第-弗朗什-孔泰大區约讷省，该省份为法国中北部内陆省份，西接卢瓦雷省，西北接塞纳-马恩省，南至涅夫勒省，东临科多尔省，东北与奥布省接壤。
与瓦讷河桥村接壤的市镇（或旧市镇、城区）包括：方丹拉加亚尔德、莱克莱里穆瓦、莱瓦莱德拉瓦讷、维利耶路易。

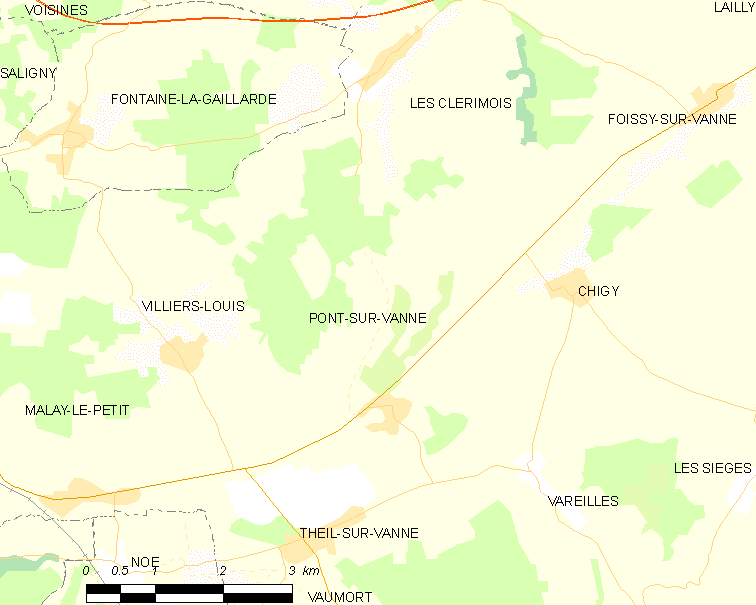
瓦讷河桥村的OSM定位图

瓦讷河桥村的时区为UTC+01:00、UTC+02:00（夏令时）。

## 行政
瓦讷河桥村的邮政编码为89190，INSEE市镇编码为89308。

## 政治
瓦讷河桥村所属的省级选区为阿尔芒松河畔布列农县。

## 人口

1962-2008年间瓦讷河桥村人口变化图示

瓦讷河桥村于2022年1月1日时的人口数量为205人。